# Låtkursen på Ekebyholm

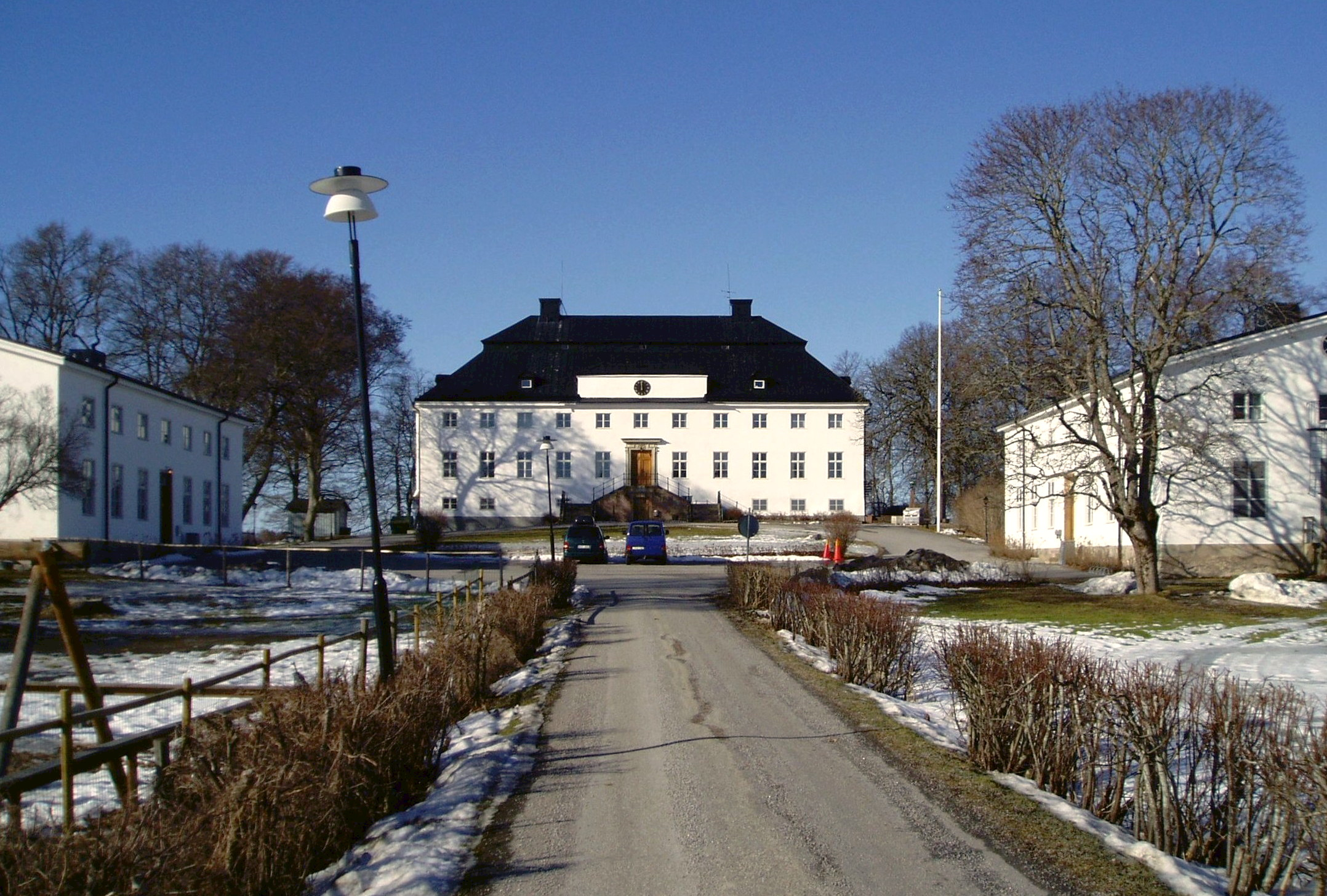
Ekebyholms slott

Låtkursen på Ekebyholm är en kurs i nyckelharpsspel som hålls varje år på Ekebyholms slott. Kursen startades av spelmännen Eric Sahlström och Gösta Sandström 1976, på initiativ av Percy Modén, dåvarande musikkonsulent i Stockholms län. Kursen börjar enligt tradition veckan efter midsommar och pågår under fem dagar. Deltagare får undervisning individuellt samt i grupp. Det finns även möjlighet att delta på kursen som fiolspelare. Alla deltagare har också givits möjlighet att deltaga i vissång, vilken leds av vissångaren Eva Tjörnebo. På kvällarna ges program med inbjudna gästspelmän, vissång och möjligheter till gemensamt spel och dans. Bland kända återkommande gästartister kan nämnas Väsen och Johan Hedin. Kursen avslutas med en offentlig konsert i Rimbo kyrka. Kursen genomförs i samarbete med studieförbundet Bilda.
Sedan 1990 kan nyckelharpsspelare i åldrarna 13-20 år söka det så kallade Eric Sahlström-stipendiet som delas ut av Eric Sahlströms minnesfond och vilket berättigar till en plats på Låtkursen på Ekebyholm.

## Exempel på kurslärare genom åren
- Eric Sahlström
- Gösta Sandström
- Torbjörn Näsbom
- Anders Liljefors (fiol)
- Tore Lindqvist (fiol)
- Peter Hedlund
- Esbjörn Hogmark (även undervisning om instrumentvård)[6]
- Ditte Andersson
- Sonia Sahlström
- Sigurd Sahlström